# 허위 백신 프로그램
허위 백신 프로그램은 백신 소프트웨어를 사칭해서 이득을 얻는 악성 소프트웨어다. 주로 설치된 컴퓨터에 악성코드가 감염되었다는 등의 거짓 내용을 띄워서 사용자를 속여 결제하게끔 하는 경우가 많다. 랜섬웨어가 허위 백신 프로그램을 겸하는 경우도 있다.

## 같이 보기
- 바이러스 검사 소프트웨어
- 프라이버시
- 스케어웨어